# Rudolf Hentze
Ferdinand August Rudolf Hentze (* 12. Juni 1888 in Kassel; † 8. November 1960 ebenda) war ein deutscher Offizier der Wehrmacht und während des Zweiten Weltkriegs Chef der Gruppe IV (Kryptanalyse) beim General der Nachrichtenaufklärung (GdNA), einer Dienststelle des Oberkommandos des Heeres (OKH).

## Leben
Rudolf Hentze ist ein Nachfahre des kurhessischen Hofgartendirektors Wilhelm Hentze (1793–1874). Er promovierte im Jahr 1934 in Marburg mit dem Thema „Die Entwicklungsphasen des Jugendalters unter dem Gesichtspunkt der Typenlehre“. Während des Zweiten Weltkriegs diente er als Offizier in der deutschen Wehrmacht und war 1944 im Rang eines Majors Chef der Kryptanalysegruppe beim GdNA verantwortlich für sechs Hauptreferate und diverse Referate, die auf die Entzifferung des verschlüsselten feindlichen Nachrichtenverkehrs spezialisiert waren. Dazu gehörte der erfolgreiche Bruch unterschiedlicher Hand- und Maschinenschlüsselverfahren, wie beispielsweise der amerikanischen Rotor-Chiffriermaschine M-209.
Unmittelbar nach dem Krieg, im September 1945, wurde er vom amerikanischen  TICOM (Target Intelligence Committee) bezüglich der kriegswichtigen Aktivitäten seiner Dienststelle verhört. Die früher als Top Secret eingestuften dazugehörigen Verhörprotokolle sind inzwischen öffentlich zugänglich (siehe Weblinks). In den Nachkriegsjahren verfasste Rudolf Hentze mehrere Schullehrbücher über Mathematik.

## Schriften (Auswahl)
- Die Entwicklungsphasen des Jugendalters unter dem Gesichtspunkt der Typenlehre. Dissertation, Marburg, 1934.
- mit Erich Rudolf Jaensch: Grundgesetze der Jugendentwicklung. Barth, Leipzig, 1939.
- mit Eberhard von Hanxleden und Herbert Baldermann: Lehrbuch der Mathematik für Real- und Mittelschulen. 2. Teil, 6. Schuljahr, 1954.
- mit Eberhard von Hanxleden und Herbert Baldermann: Lehrbuch der Mathematik für Real- und Mittelschulen. 3. Teil, 7. Schuljahr, 1955.
- mit Eberhard von Hanxleden: Lehrbuch der Mathematik für höhere Lehranstalten. Vieweg & Sohn, Braunschweig, Berlin, Stuttgart, 1956.